# Pierre Bardou-Job
Pierre Bardou-Job, nascut Pierre Bardou (Illa (Rosselló), 17 d'agost de 1826 - Perpinyà, 24 de febrer de 1892) va ser un industrial, propietari i polític francès.

## Biografia
Fill de Jean Bardou, Pierre Bardou va expandir comercialment la marca de paper de fumar JOB creada pel seu pare. La base legal per a la presentació de la patent, garantint la competència, va tenir l'efecte d'enriquir considerablement els descendents de Jean Bardou. El seu desenvolupament continua avui en la multinacional Republic Technologies International.
A més, Pierre Bardou serà constructor: ordenarà una sèrie de castells a l'arquitecte danès Viggo Dorph-Petersen.
És sebollit al Cementiri de Sant Martí de Perpinyà.